# 卡氏擬花鮨
卡氏擬花鮨，又稱卡氏擬花鱸，俗名美尾海金魚、美尾擬花鮨，為輻鰭魚綱鱸形目鱸亞目鮨科的其中一種，分布於中西太平洋區，包括巴布亞紐幾內亞、斐濟、索羅門群島等海域，棲息深度37-73公尺，體長可達7.4公分，生活在深水礁石區，為底棲性魚類，成小群活動，屬肉食性，生活習性不明。

## 擴展閱讀
維基物種上的相關：卡氏擬花鮨